# Ruská státní knihovna
Ruská státní knihovna, rusky Российская государственная библиотека, je knihovna v Moskvě, v Rusku.

## Popis

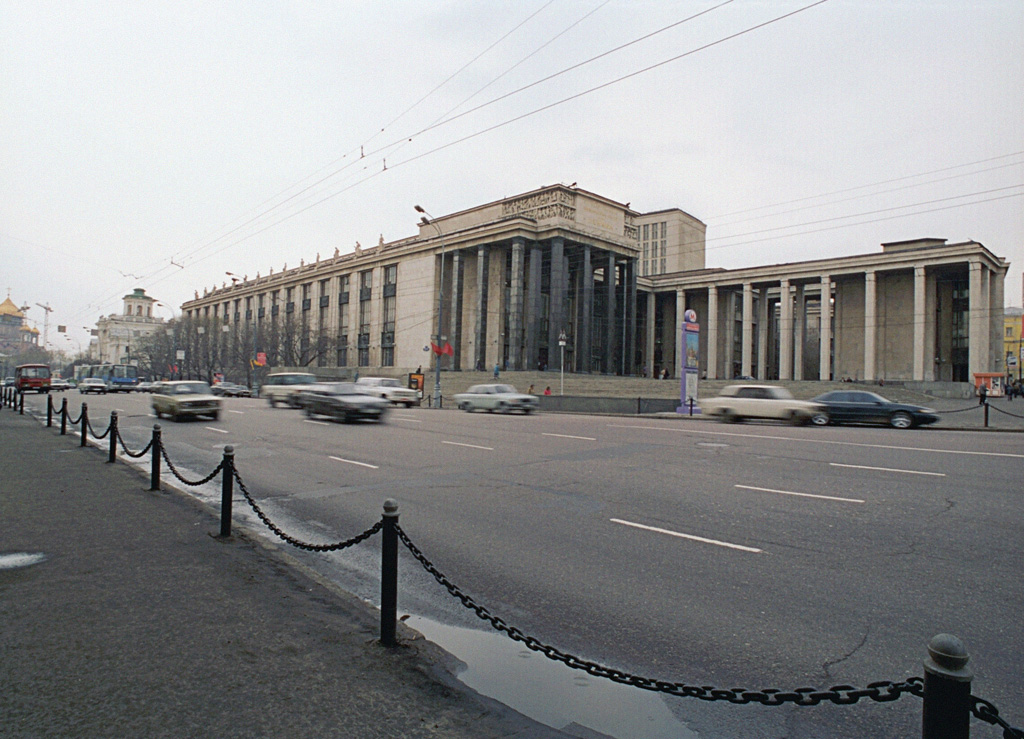
Areál Ruské státní knihovny

Má status národní knihovny, není však totožná s Ruskou národní knihovnou v Petrohradě. Se 17,5 milionem knih (ve 247 jazycích) a 44 miliony položek je čtvrtou největší knihovnou na světě. Od roku 1922 až dodnes platí, že každý nakladatel v Rusku je povinen knihovně odevzdat výtisk každé své knihy. 
V letech 1925-1992 nesla název Leninova státní knihovna Sovětského svazu (dodnes se jí lidově někdy říká "leninka"). 
Založena byla roku 1862, jakožto první veřejná knihovna v Moskvě, kdy se základem stal dar, sbírka Nikolaje Petroviče Rumjanceva (souběžně na základě této sbírky vzniklo i první veřejné muzeum v Moskvě).
Neoklasicistní areál knihovny navrhl architekt Vladimir Ščuko, jeho první část byla dokončena roku 1930, dostavoval se však až do 60. let. V roce 1975 byl postaven nový depozitář v Chimkách, 19 kilometrů od Moskvy.